# Galdakao
Galdakao è un comune spagnolo di 29 544 abitanti situato nella comunità autonoma dei Paesi Baschi.